# Bešenovački Prnjavor
Bešenovački Prnjavor (en serbe cyrillique : Бешеновачки Прњавор) est un village de Serbie situé dans la province autonome de Voïvodine et sur le territoire de la ville de Sremska Mitrovica, district de  Syrmie (Srem). Au recensement de 2011, il comptait 83 habitants.
Bešenovački Prnjavor est une communauté locale, c'est-à-dire une subdivision administrative, de la ville de Sremska Mitrovica. Bešenovački Prnjavor est la plus petite localité de la municipalité. Près du village se trouve le monastère de Bešenovo, un des seize monastères orthodoxes serbes de la Fruška gora.

## Géographie

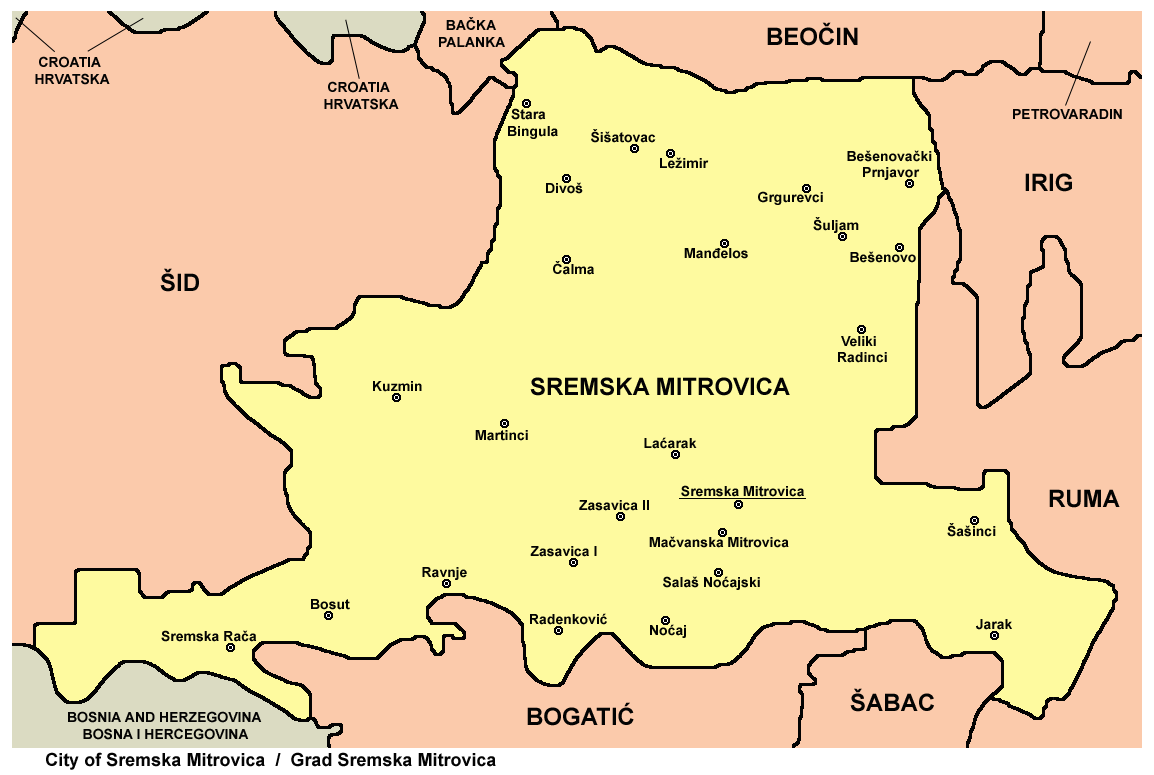
Localisation de Bešenovački Prnjavor dans la ville de Sremska Mitrovica

Bešenovački Prnjavor se trouve dans la région de Syrmie, sur le versant méridional du massif de la Fruška gora.

## Histoire
Selon la tradition, le monastère de Bešenovo aurait été fondé par le roi Stefan Dragutin à la fin du XIIIe siècle. En revanche, le premier document historique attestant de l'existence du monastère est un recensement ottoman datant de 1545. Au milieu du XVIe siècle, les moines du monastère de Vitovnica, près de Požarevac, vinrent s'y réfugier, fuyant les exactions des Turcs. Il a été pillé et détruit pendant la Seconde Guerre mondiale.

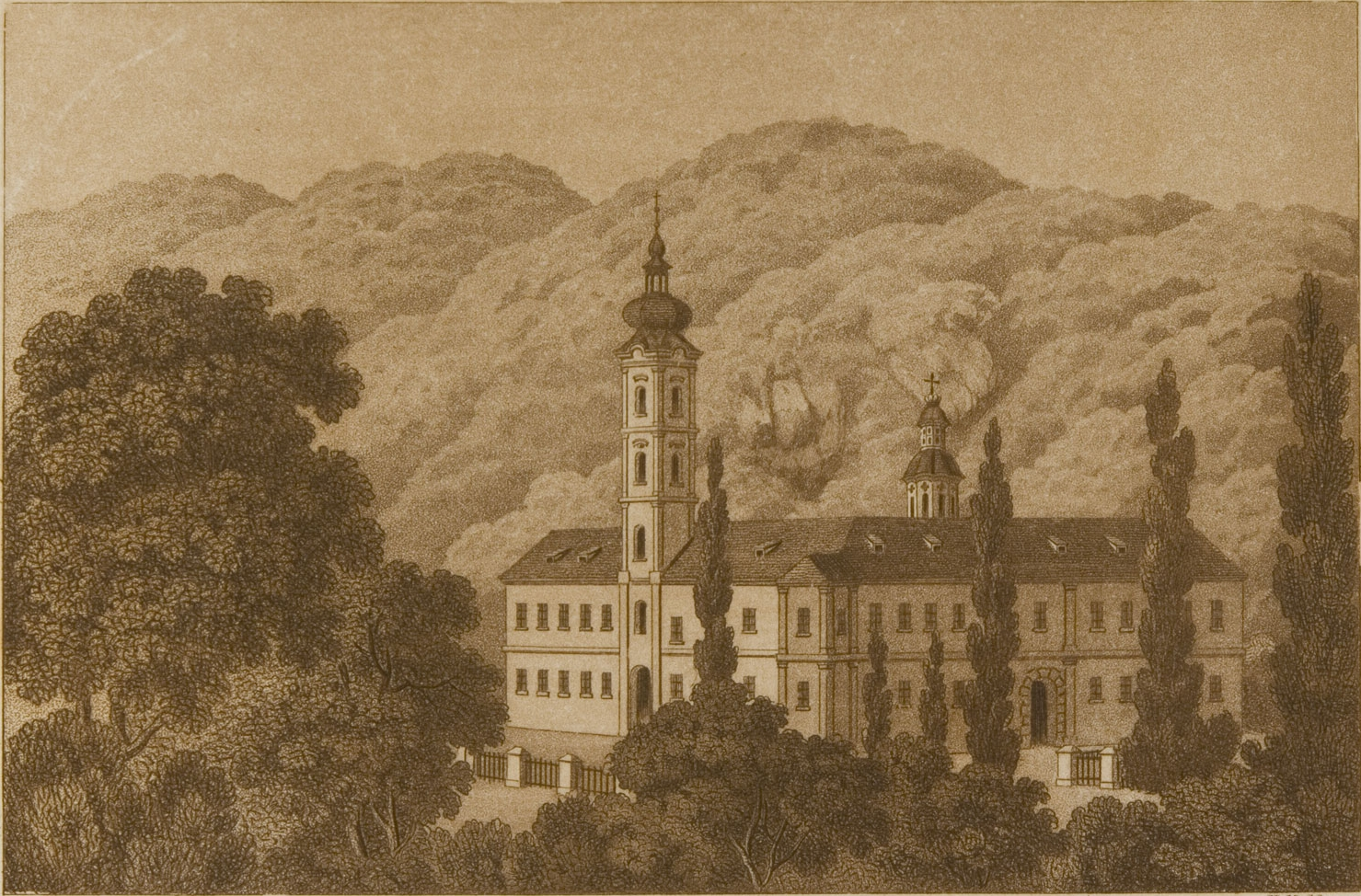
Le monastère de Bešenovo en 1861, gravure

## Démographie
| 1948 | 1953 | 1961 | 1971 | 1981 | 1991 | 2002 | 2011 |
| ---- | ---- | ---- | ---- | ---- | ---- | ---- | ---- |
| 153  | 158  | 167  | 167  | 150  | 140  | 145  | 83   |

|  |

### Données de 2002
Pyramide des âges (2002)
En 2002, l'âge moyen de la population était de 43,9 ans pour les hommes et 45,8 ans pour les femmes.
Répartition de la population par nationalités (2002)
En 2002, les Serbes représentaient 94,4 % de la population.

### Données de 2011
En 2011, l'âge moyen de la population était de 53,9 ans, 53,9 ans pour les hommes et 53,9 ans pour les femmes.